# Самотой, Максим Романович
Максим Романович Самотой (бел. Максім Раманавіч Саматой; род. 11 октября 2001, Витебск) — белорусский футболист, полузащитник клуба «Молодечно-2018».

## Карьера

### «Энергетик-БГУ»
Воспитанник футбольный академии «Витебске». Первым тренером футболиста был Виктор Александрович Петрашко. Позже футболист в начале 2018 года перебрался в минское «Динамо». В 2019 году футболист стал выступать за дублирующий состав клуба. В феврале 2022 года футболист на правах арендного соглашения присоединился к «Энергетику-БГУ». Дебютировал за клуб футболист 19 марта 2022 года в матче против «Витебска», выйдя на замену на 73 минуте. На протяжении первой половины сезона футболист выступал за клуб в роли одного из основных игроков, однако появлялся на поле лишь со скамейки запасных, результативными действиями не отличившись. В июне 2022 года футболист покинул клуб, так как минское «Динамо» прекратило арендное соглашение.

### «Лида»
В июне 2022 года футболист покинув «Энергетик-БГУ» сразу же на правах арендного соглашения присоединился к «Лиде» до конца сезона. Дебютировал за клуб футболист 2 июля 2022 года в матче против «Слонима-2017», выйдя на поле в стартовом составе. Первым результативным действием за клуб футболист отличился 4 сентября 2022 года в матче против «Орши», отдав голевую передачу. На протяжении сезона футболист выступал за лидский клуб в роли одного из ключевых игроков, за который успел отличиться 2 результативными передачами. По итогу сезона футболист вместе с клубом завершил чемпионат на итоговом десятом месте. По окончании срока арендного соглашения футболист покинул лидский клуб. Также футболист в скором времени покинул и минское «Динамо».

### «Белшина»
В марте 2023 года футболист находился на просмотре в «Ислочи», с которой вскоре подписал двухлетний контракт. Однако за основную команду клуба футболист так и не дебютировал, выступая преимущественно за дублирующий состав. В июле 2023 года футболист на правах арендного соглашения отправился в бобруйскую «Белшину» до конца сезона. Дебютировал за клуб футболист 5 августа 2023 года в матче против «Сморгони», выйдя на поле в стартовом составе. Дебютный гол за клуб футболист забил 7 октября 2023 года в матче против гродненского «Немана». На протяжении сезона футболист выступал за клуб в роли одного из основных игроков, отличившись своим единственным забитым голом, однако с октября 2023 года выбыл из распоряжения основной команды до конца сезона. По итогу сезона футболист вместе с клубом завершил чемпионат на итоговом последнем месте, выбыв в Первую лигу.
В январе 2024 года футболист покинул «Ислочь», расторгнув контракт по соглашению сторон. В феврале 2024 года футболист на полноценной основе присоединился к бобруйской «Белшине», подписав контракт до конца сезона. Первый матч в новом сезоне футболист сыграл 6 апреля 2024 года против «Слонима-2017», выйдя на замену на 67 минуте. Первым результативным действием в сезоне футболист отличился 26 мая 2024 года в матче против витебского «Макслайна», отдав голевую передачу. Первым в сезоне забитым голом за клуб футболист отличился 29 мая 2024 года в матче Кубка Беларуси против «Ивацевичей». В чемпионате своим первым забитым голом за клуб футболист отличился 7 сентября 2024 года в матче против пинской «Волны». По итогу сезона футболист вместе с клубом завершил чемпионат на итоговом четвёртом месте. Всего за сезон футболист отличился 6 забитыми голами и 7 результативными передачами. 

### «Молодечно-2018»
В январе 2025 года футболист находился на просмотре в «Молодечно-2018». Вскоре футболист официально присоединился к молодечненскому клубу, подписав контракт до конца сезона. Дебютировал за клуб футболист 28 марта 2025 года в матче против мозырской «Славии», выйдя на замену на 69 минуте.